# Sinagoga di Beuthen
La sinagoga di Beuthen, ora scomparsa, era la sinagoga monumentale di Beuthen, Germania (oggi Bytom, Polonia) e uno degli edifici più imponenti e distintivi della città. Costruita tra il 1867 e il 1869 in stile neomoresco, fu incendiata dai nazisti durante la notte dei cristalli (9/10 novembre 1938) e quindi totalmente demolita.

## Storia
Beuthen era uno dei luoghi storici della presenza ebraica in Slesia fin dal XV secolo. Con l'emancipazione venne anche nel 1809 la costruzione di un primo edificio sinagogale. Già a metà Ottocento, il rapido sviluppo demografico richiese la costruzione di un nuovo, più ampio luogo di culto. Alcune migliaia di ebrei risiedevano ora in città.

### La sinagoga
La sinagoga di Beuthen si trovava lungo la via Friedrich Wilhelm Ring (oggi via Grunwaldzki). Fu costruita negli anni 1867-1869 sul sito della precedente sinagoga, risalente al 1809.
Il 3 aprile 1868, il consiglio della comunità ebraica, capeggiato da Michał Guttmann, chiese al magistrato il permesso di costruire una nuova sinagoga. Il permesso fu rilasciato il 18 aprile 1868. A progettare l'edificio fu chiamato l'architetto berlinese Freuding; il costruttore fu Paul Jackisch che la dette in appalto alla ditta Bytom Ritter. 
La costruzione della nuova sinagoga, con la posa della prima pietra, ebbe inizio il 25 maggio 1867 e fu completata il 2 luglio 1869.
Orientata sull'asse est-ovest, la sinagoga fu costruita in stile neomoresco sul modello della famosa sinagoga grande di Budapest, progettata dall'architetto viennese Ludwig Förster. Una caratteristica della sinagoga di Bytom erano le due torri ai lati della facciata, coronate da cupolette a cipolla con la stella di David. Le pareti esterne erano decorate con strisce orizzontali di mattoni bicolori, con finestre strette e allungate. 
All'interno, la sala principale aveva forma rettangolare, divisa in tre navate attraverso l'inserimento sui lati di due gallerie sostenute da pilastri di legno. La sinagoga aveva un coro musicale ed organi. Sul fianco orientale fu successivamente aggiunto un annesso che fungeva da macello rituale per il pollame. Sul retro della sinagoga c'era anche un bagno rituale. Nel 1889, l'edificio fu ampliato, e poi nel 1897-1901 l'interno fu ricostruito.
L'inaugurazione ufficiale della sinagoga avvenne secondo il calendario ebraico il 28º giorno del mese di Kislew 5630, cioè il 2 dicembre 1869, con la partecipazione del rabbino Ferdinand Rosenthal. Il primo grande cantore fu Józef Singer, educato al conservatorio musicale di Praga e affermatosi come uno dei più rispettati specialisti nella musica sinagogale. Ha servito in questa funzione fino al 1873. Altro importante leader della sinagoga fu dal 1889 il rabbino Max Kopfstein (1856-1924) che nel 1919 partecipò ai negoziati del Trattato di Versailles come esperto sulle questioni delle comunità ebraiche in Slesia.

### L'Olocausto
Durante la cosiddetta notte dei cristalli (9/10 novembre 1938) la sinagoga fu data alle fiamme dai nazisti. Gli ebrei della città furono costretti ad assistere impotenti all'incendio. Proprio a Beuthen, in quei giorni, Joseph Goebbels tenne un veemente discorso antisemita incitando esplicitamente alla distruzione dell'ebraismo in Germania. Le autorità cittadine ordinarono alla comunità ebraica di smantellare rapidamente le rovine, ripulire la zona e venderla. I mattoni e le pietre dell'edificio vennero usati per riempire gli stagni nei sobborghi di Beuthen. Le autorità cittadine pianificarono di utilizzare l'area dove sorgeva la sinagoga bruciata per la costruzione di un mercato coperto.
L'intera comunità ebraica di Beuthen perirà nell'Olocausto; saranno il primo gruppo ad essere eliminato con lo Zyklon B nel crematorio I di Auschwitz-Birkenau il 15 febbraio 1942.

## La memoria

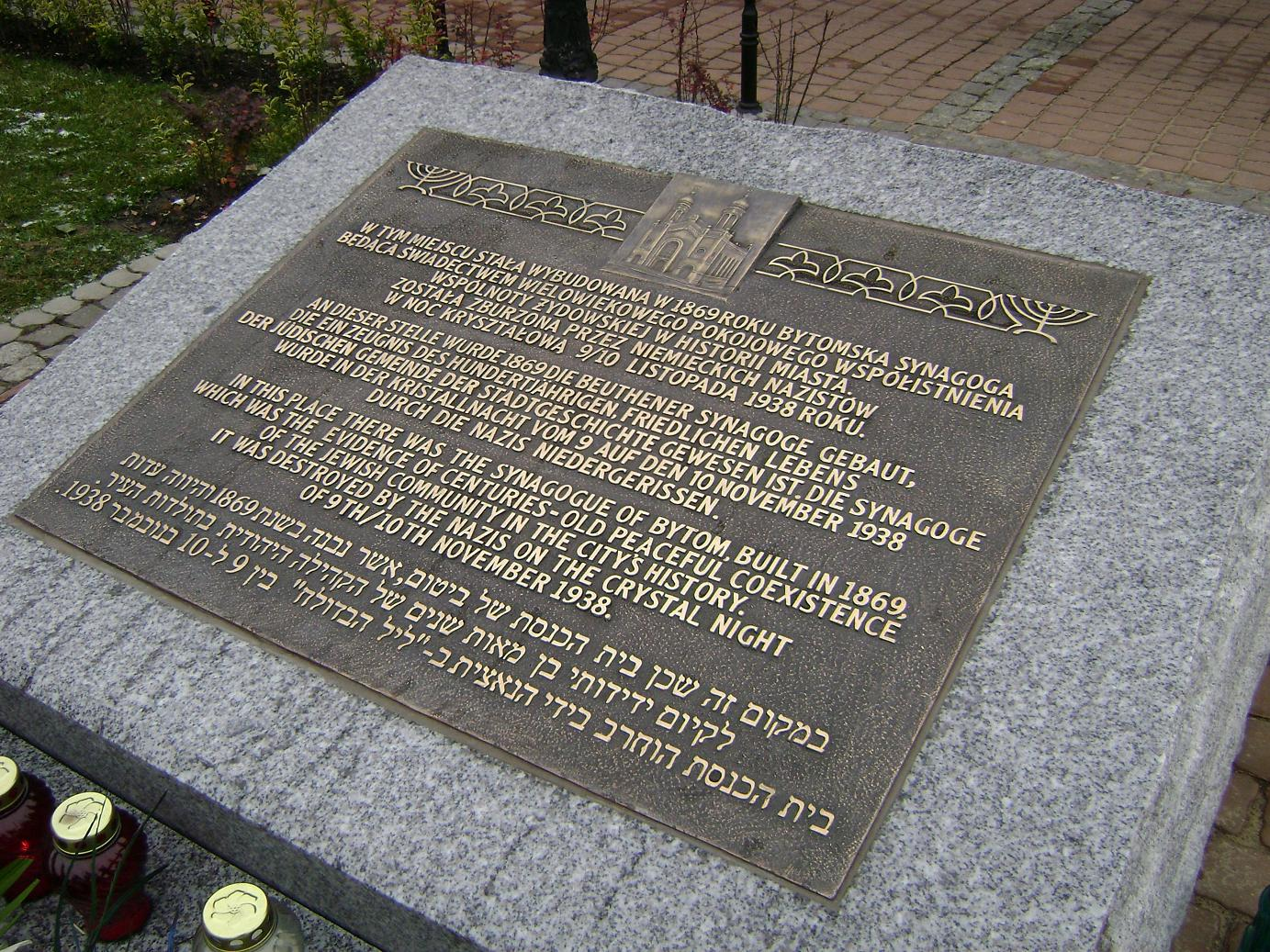
La targa commemorativa del 2007

Il 9 novembre 2007, in occasione del sessantesimo anniversario della notte dei cristalli, una lapide è stata posta sul luogo dove sorgeva la sinagoga. Alla cerimonia hanno partecipato autorità tedesche e polacche.
L'iscrizione (in polacco, tedesco, inglese, ed ebraico) recita:
"In questo luogo sorgeva la sinagoga di Bytom, costruita nel 1869, che era segno dei secoli di pacifica convivenza della comunità ebraica nella storia della città. Fu distrutta dai nazisti tedeschi nella notte dei cristalli il 9/10 novembre 1938".